# Открытый чемпионат США по теннису 2020
Открытый чемпионат США по теннису 2020 — 140-й розыгрыш ежегодного профессионального теннисного турнира серии Большого шлема, проводящегося в американском городе Нью-Йорк на кортах местного Национального теннисного центра имени Билли Джин Кинг.
В 2020 году матчи основных сеток проходили с 31 августа по 13 сентября.

## Общая информация

### Влияние пандемии COVID-19 на проведение турнира
Из-за эпидемиологической обстановки в США и мире проведение теннисных соревнований в Нью-Йорке было жёстко регламентировано. На турнире теннисиста могли сопровождать не более трёх человек. Для игроков и сопровождающих лиц была организована специальная зона — «пузырь», пределы которого участникам соревнований и вспомогательному персоналу покидать запрещено. В противном случае на спортсмена накладывалась дисквалификация. В случае если игрок заразился коронавирусной инфекцией, то он немедленно снимался с соревнований. Для обеспечения безопасности жизни и здоровья спортсменов впервые в истории Открытого чемпионата США турнир прошёл без зрителей. Находиться на трибунах Национального теннисного центра могли только лица, имевшие аккредитацию, — игроки, тренеры и персонал.
Одной из особенностей турнира 2020 года стала отмена соревнований в смешанном парном разряде, а также всех юниорских состязаний и турнира легенд тенниса. Квалификационный отбор в мужском и женском одиночных разрядах также не проводился. Количество участников в парных соревнованиях сокращено с 64 до 32 дуэтов.
В 2020 году многие теннисисты отказались от участия в турнире. В мужском одиночном разряде не сыграли 15 игроков, в том числе чемпионы турнира разных лет — Роджер Федерер, действующий победитель соревнований Рафаэль Надаль, Стэн Вавринка, Хуан Мартин дель Потро. В женском одиночном разряде 27 спортсменок пропустили турнир. Из 10 лучших теннисисток мира шесть не приняли участие в Открытом чемпионате США: победительницы турниров Большого шлема Эшли Барти, Симона Халеп, прошлогодняя чемпионка Бьянка Андрееску, а также Элина Свитолина, Кики Бертенс и Белинда Бенчич. Кроме того, в Нью-Йорк не приехали победительницы «мэйджоров» Светлана Кузнецова, Елена Остапенко и Саманта Стосур.
В связи с отменой большинства теннисных турниров была изменена система начисления рейтинговых очков. Все баллы, заработанные спортсменами на Открытом чемпионате США 2019 года, сохранились. При этом теннисисты могли получить дополнительные очки при лучшем по сравнению с прошлым годом результате.

### Рейтинговые очки

#### Взрослые
Ниже представлено распределение рейтинговых очков теннисистов на серии турниров Большого шлема.
| Разряд / стадия   | Титул | Финал | Полуфинал | Четвертьфинал | 1/8 финала | 1/16 финала | 1/32 финала | 1/64 финала |
| Мужской одиночный | 2000  | 1200  | 720       | 360           | 180        | 90          | 45          | 10          |
| Мужской парный    | 2000  | 1200  | 720       | 360           | 180        | 90          | 0           | н/д         |
| Женский одиночный | 2000  | 1300  | 780       | 430           | 240        | 130         | 70          | 10          |
| Женский парный    | 2000  | 1300  | 780       | 430           | 240        | 130         | 10          | н/д         |

### Призовые деньги
Призовой фонд турнира по сравнению с предыдущим годом был сокращён на 5 %. В 2020 году он составляет 53 402 000 долларов США.
| Разряд    | Титул      | Финал      | Полуфинал | Четвертьфинал | 1/8 финала | 1/16 финала | 1/32 финала | 1/64 финала |
| Одиночный | $3 000 000 | $1 500 000 | $800 000  | $425 000      | $250 000   | $163 000    | $100 000    | $61 000     |
| Парный *  | $400 000   | $240 000   | $130 000  | $91 000       | $50 000    | $30 000     | н/д         | н/д         |

* на двоих игроков

### Скандалы

#### Дисквалификация Новака Джоковича
Одним из главным происшествий чемпионата стала дисквалификация первой ракетки мира Новака Джоковича в матче четвёртого круга против Пабло Карреньо Бусты. Во время смены сторон, при счёте 5-6 в первой партии, семнадцатикратный чемпион турниров Большого шлема отправил мяч в сторону фона и опрометчиво попал в линейного арбитра. Женщина упала на корт, несколько минут кашляла и не могла восстановить дыхание. После инцидента судья и супервайзер приняли решение снять Джоковича за неспортивное поведение — нанесение вреда здоровью официального лица (судьи) вне рамок игровой ситуации. Впоследствии директорат турнира применил по отношению к сербскому теннисисту следующие санкции:
- потеря всех рейтинговых очков, заработанных на турнире (180);
- штраф в размере всех выигранных на соревнованиях призовых (250 тыс. долларов США);
- дополнительный штраф — Джокович отказался прийти на обязательную пресс-конференцию[8].

В результате этого происшествия Джокович потерпел первое поражение в сезоне, выиграв до этого 26 матчей подряд. Кроме того, в мужском одиночном разряде впервые с 2014 года появится новый чемпион турнира Большого шлема.

## Сеянные игроки
Ниже представлен список сеянных игроков согласно рейтингам ATP 16 марта 2020 года и WTA на 17 августа 2020 года. Рейтинговые очки после турнира указаны в таблице напротив фамилии и имени игрока.
| Посев | Место в рейтинге | Игрок                 | Очки до турнира | Защищаемые очки | Очки за турнир | Очки после турнира | Статус                                                    |
| ----- | ---------------- | --------------------- | --------------- | --------------- | -------------- | ------------------ | --------------------------------------------------------- |
| 1     | 1                | Новак Джокович        | 10 860          | 180             | 180            | 10 860             | Четвёртый круг, дисквалификация за неспортивное поведение |
| 2     | 3                | Доминик Тим           | 7 135           | 10              | 2 000          | 9 125              | Титул, обыграл Александра Зверева [5]                     |
| 3     | 5                | Даниил Медведев       | 5 890           | 1 200           | 1 200          | 5 890              | Полуфинал, проиграл Доминику Тиму [2]                     |
| 4     | 6                | Стефанос Циципас      | 5 095           | 10              | 90             | 5 175              | Третий круг, проиграл Борне Чоричу [27]                   |
| 5     | 7                | Александр Зверев      | 3 630           | 180             | 1 200          | 4 650              | Финал, проиграл Доминику Тиму [2]                         |
| 6     | 8                | Маттео Берреттини     | 2 940           | 720             | 720            | 2 940              | Четвёртый круг, проиграл Андрею Рублёву [10]              |
| 7     | 10               | Давид Гоффен          | 2 555           | 180             | 180            | 2 555              | Четвёртый круг, проиграл Денису Шаповалову [12]           |
| 8     | 12               | Роберто Баутиста Агут | 2 540           | 10              | 90             | 2 620              | Третий круг, проиграл Вашеку Поспишилу                    |
| 9     | 13               | Диего Шварцман        | 2 265           | 360             | 360            | 2 265              | Первый круг, проиграл Кэмерону Норри                      |
| 10    | 14               | Андрей Рублёв         | 2 234           | 180             | 360            | 2 414              | Четвертьфинал, проиграл Даниилу Медведеву [3]             |
| 11    | 15               | Карен Хачанов         | 2 120           | 10              | 90             | 2 200              | Третий круг, проиграл Алексу де Минору [21]               |
| 12    | 16               | Денис Шаповалов       | 2 075           | 90              | 360            | 2 345              | Четвертьфинал, проиграл Пабло Карреньо Бусте [20]         |
| 13    | 18               | Кристиан Гарин        | 1 900           | 45              | 45             | 1 900              | Второй круг, проиграл Михаилу Кукушкину                   |
| 14    | 19               | Григор Димитров       | 1 885           | 720             | 720            | 1 885              | Второй круг, проиграл Мартону Фучовичу                    |
| 15    | 20               | Феликс Оже-Альяссим   | 1 806           | 10              | 180            | 1 976              | Четвёртый круг, проиграл Доминику Тиму [2]                |
| 16    | 21               | Джон Изнер            | 1 805           | 90              | 90             | 1 805              | Первый круг, проиграл Стиву Джонсону                      |
| 17    | 22               | Бенуа Пер             | 1 738           | 45              | 45             | 1 738              | Отказ; положительный тест на COVID-19                     |
| 18    | 23               | Душан Лайович         | 1 695           | 45              | 45             | 1 695              | Первый круг, проиграл Егору Герасимову                    |
| 19    | 24               | Тейлор Фриц           | 1 545           | 10              | 90             | 1 625              | Третий круг, проиграл Денису Шаповалову [12]              |
| 20    | 25               | Пабло Карреньо Буста  | 1 500           | 90              | 720            | 2 130              | Полуфинал, проиграл Александру Звереву [5]                |
| 21    | 26               | Алекс де Минор        | 1 485           | 180             | 360            | 1 665              | Четвертьфинал, проиграл Доминику Тиму [2]                 |
| 22    | 27               | Николоз Басилашвили   | 1 395           | 90              | 90             | 1 395              | Первый круг, проиграл Джону Миллману                      |
| 23    | 28               | Дэниел Эванс          | 1 384           | 90              | 90             | 1 384              | Второй круг, проиграл Корантену Муте                      |
| 24    | 29               | Хуберт Хуркач         | 1 353           | 10              | 45             | 1 388              | Второй круг, проиграл Алехандро Давидовичу Фокина         |
| 25    | 30               | Милош Раонич          | 1 950           | 0               | 45             | 1 995              | Второй круг, проиграл Вашеку Поспишилу                    |
| 26    | 32               | Филип Краинович       | 1 503           | 10              | 90             | 1 583              | Третий круг, проиграл Давиду Гоффену [7]                  |
| 27    | 33               | Борна Чорич           | 1 355           | 45              | 360            | 1 670              | Четвертьфинал, проиграл Александру Звереву [5]            |
| 28    | 34               | Ян-Леннард Штруфф     | 1 405           | 45              | 90             | 1 450              | Третий круг, проиграл Новаку Джоковичу [1]                |
| 29    | 35               | Гидо Пелья            | 1 310           | 10              | 10             | 1 310              | Первый круг, проиграл Джеффри Джону Вольфу [WC]           |
| 30    | 36               | Каспер Рууд           | 1 279           | 10              | 90             | 1 359              | Третий круг, проиграл Маттео Берреттини [6]               |
| 31    | 37               | Марин Чилич           | 1 225           | 180             | 180            | 1 225              | Третий круг, проиграл Доминику Тиму [2]                   |
| 32    | 38               | Адриан Маннарино      | 1 191           | 10              | 90             | 1 271              | Третий круг, проиграл Александру Звереву [5]              |

| Посев | Место в рейтинге | Игрок                  | Очки до турнира | Защищаемые очки | Очки за турнир | Очки после турнира | Статус                                                    |
| ----- | ---------------- | ---------------------- | --------------- | --------------- | -------------- | ------------------ | --------------------------------------------------------- |
| 1     | 3                | Каролина Плишкова      | 5 205           | 240             | 240            | 5 205              | Второй круг, проиграла Каролин Гарсии                     |
| 2     | 4                | София Кенин            | 4 590           | 130             | 240            | 4 700              | Четвёртый круг, проиграла Элизе Мертенс [16]              |
| 3     | 9                | Серена Уильямс         | 4 080           | 1 300           | 1 300          | 4 080              | Полуфинал, проиграла Виктории Азаренко                    |
| 4     | 10               | Наоми Осака            | 4 020           | 240             | 2 000          | 5 780              | Титул, обыграла Викторию Азаренко                         |
| 5     | 11               | Арина Соболенко        | 3 615           | 70              | 70             | 3 615              | Второй круг, проиграла Виктории Азаренко                  |
| 6     | 12               | Петра Квитова          | 3 566           | 70              | 240            | 3 736              | Четвёртый круг, проиграла Шелби Роджерс                   |
| 7     | 13               | Мэдисон Киз            | 2 962           | 240             | 240            | 2 962              | Третий круг, проиграла Ализе Корне (снялась из-за травмы) |
| 8     | 14               | Петра Мартич           | 2 850           | 240             | 240            | 2 850              | Четвёртый круг, проиграла Юлии Путинцевой [23]            |
| 9     | 15               | Йоханна Конта          | 3 152           | 430             | 430            | 3 152              | Второй круг, проиграла Соране Кырсте                      |
| 10    | 16               | Гарбинье Мугуруса      | 2 711           | 10              | 70             | 2 771              | Второй круг, проиграла Цветане Пиронковой [PR]            |
| 11    | 17               | Елена Рыбакина         | 2 471           | 10+30           | 70             | 2 501              | Второй круг, проиграла Шелби Роджерс                      |
| 12    | 18               | Маркета Вондроушова    | 2 308           | 1               | 70             | 2 377              | Второй круг, проиграла Александре Соснович                |
| 13    | 19               | Алисон Риск            | 2 256           | 70              | 70             | 2 256              | Второй круг, проиграла Энн Ли                             |
| 14    | 20               | Анетт Контавейт        | 2 220           | 130             | 240            | 2 330              | Четвёртый круг, проиграла Наоми Осаке [4]                 |
| 15    | 21               | Мария Саккари          | 2 130           | 130             | 240            | 2 240              | Четвёртый круг, проиграла Серене Уильямс [3]              |
| 16    | 22               | Элизе Мертенс          | 2 360           | 430             | 430            | 2 360              | Четвертьфинал, проиграла Виктории Азаренко                |
| 17    | 23               | Анжелика Кербер        | 2 040           | 10              | 240            | 2 270              | Четвёртый круг, проиграла Дженнифер Брэди [28]            |
| 18    | 24               | Донна Векич            | 1 880           | 430             | 430            | 1 880              | Третий круг, проиграла Цветане Пиронковой [PR]            |
| 19    | 25               | Даяна Ястремская       | 1 880           | 130             | 130            | 1 880              | Второй круг, проиграла Мэдисон Бренгл                     |
| 20    | 26               | Каролина Мухова        | 1 872           | 130             | 240            | 1 982              | Четвёртый круг, проиграла Виктории Азаренко               |
| 21    | 27               | Екатерина Александрова | 1 775           | 70              | 70             | 1 775              | Второй круг, проиграла Кэти Макнейли                      |
| 22    | 28               | Аманда Анисимова       | 1 775           | 60              | 130            | 1 845              | Третий круг, проиграла Марии Саккари [15]                 |
| 23    | 33               | Юлия Путинцева         | 1 525           | 130             | 430            | 1 825              | Четвертьфинал, проиграла Дженнифер Брэди [28]             |
| 24    | 35               | Магда Линетт           | 1 482           | 70              | 130            | 1 542              | Третий круг, проиграла Анетт Контавейт [14]               |
| 25    | 36               | Чжан Шуай              | 1 475           | 130             | 130            | 1 475              | Первый круг, проиграла Исалин Бонавентюре                 |
| 26    | 37               | Слоан Стивенс          | 1 453           | 10              | 130            | 1 573              | Третий круг, проиграла Серене Уильямс [3]                 |
| 27    | 39               | Унс Джабир             | 1 573           | 130             | 130            | 1 573              | Третий круг, проиграла Софии Кенин [2]                    |
| 28    | 40               | Дженнифер Брэди        | 1 395           | 10              | 780            | 2 165              | Полуфинал, проиграла Наоми Осаке [4]                      |
| 29    | 41               | Вероника Кудерметова   | 1 388           | 10              | 10             | 1 388              | Первый круг, проиграла Иге Свёнтек                        |
| 30    | 43               | Кристина Младенович    | 1 335           | 70              | 70             | 1 335              | Второй круг, проиграла Варваре Грачёвой                   |
| 31    | 44               | Анастасия Севастова    | 1 288           | 130             | 130            | 1 288              | Второй круг, проиграла Марте Костюк                       |
| 32    | 46               | Ребекка Петерсон       | 1 225           | 70              | 70             | 1 225              | Первый круг, проиграла Кирстен Флипкенс                   |

## Победители

### Взрослые

#### Мужчины. Одиночный разряд
Доминик Тим —  Александр Зверев — 2-6, 4-6, 6-4, 6-3, 7-6(6).
- Тим впервые в карьере выиграл титул на турнирах Большого шлема. Для австрийского теннисиста этот трофей стал 17-м в профессиональной карьере.
- Австриец с четвёртой попытки стал чемпионом турнира Большого шлема. Предыдущие три финала завершились для Тима неудачно: на Открытом чемпионате Франции 2018 и 2019 годов он проиграл Рафаэлю Надалю, а на Открытом чемпионате Австралии-2020 уступил Новаку Джоковичу.
- Тим стал первым за 25 лет австрийским теннисистом, одержавшим победу на турнире Большого шлема в одиночном разряде. Единственным на тот момент австрийцем, которому удалось стать чемпионом «мэйджоров», является Томас Мустер, выигравший титул на Открытом чемпионате Франции.
- 27-летний австриец стал первым победителем турнира Большого шлема, рождённым в 1990-х.
- Тим стал первым за 16 лет теннисистом, отыгравшимся в финальном матче со счёта 0-2 по партиям. В последний раз подобное удавалось Гастону Гаудио на Открытом чемпионате Франции 2004 года.
- Этот финальный матч стал дебютным для Зверева на турнирах Большого шлема. Немецкий теннисист проиграл решающий матч в восьмой раз на соревнованиях уровня ATP.
- Впервые в истории турнира победитель соревнований определился на тай-брейке решающей партии.

#### Женщины. Одиночный разряд
Наоми Осака —  Виктория Азаренко — 1-6, 6-3, 6-3.
- Осака выиграла третий турнир серии Большого шлема и шестой трофей уровня WTA в карьере.
- Японка стала двукратной чемпионкой Открытого чемпионата США. Впервые Осака выиграла турнир в Нью-Йорке в 2018 году.
- 22-летняя теннисистка из Японии третий год подряд выигрывает «мэйджор» (в 2018 году — Открытый чемпионат США, в 2019 году — Открытый чемпионат Австралии).
- Осака стала самой титулованной азиатской теннисисткой на турнирах Большого шлема в одиночном разряде. По числу титулов японская спортсменка обошла китаянку Ли На.
- Осака стала первой за 25 лет победительницей Открытого чемпионата США, которая сумела выиграть, уступив первый сет
- Азаренко сыграла в пятом финале турниров серии Большого шлема. Для белорусской теннисистки это третье поражение в решающих матчах, при этом Азаренко уступила все три финальных поединка на турнире (в 2012 и 2013 годах она проиграла Серене Уильямс).
- На предшествующей к турниру неделе Азаренко и Осака стали финалистками турнира в Цинциннати / Нью-Йорке, однако победу на соревнованиях одержала белоруска из-за отказа соперницы.

#### Мужчины. Парный разряд
Мате Павич /  Бруно Соарес —  Уэсли Колхоф /  Никола Мектич — 7-5, 6-3.
- Для Павича эта победа на турнирах Большого шлема стала второй в карьере, а для Соареса — третьей.
- Бразилец стал двукратным победителем Открытого чемпионата США (впервые он одержал победу в 2016 году).
- Павич выиграл свой 17-й титул на соревнованиях уровня ATP, а Соарес стал обладателем 33 трофеев.
- Колхоф и Мектич впервые сыграли в финале турниров Большого шлема.

#### Женщины. Парный разряд
Вера Звонарёва /  Лаура Зигемунд —  Николь Мелихар /  Сюй Ифань — 6-4, 6-4.
- Зигемунд выиграла свой первый титул на турнирах Большого шлема, Звонарёва стала трёхкратной чемпионкой «мэйджоров» в парном разряде.
- Звонарёва стала двукратной победительницей Открытого чемпионата США. Свой первый титул в Нью-Йорке россиянка выиграла в 2006 году в паре с Натали Деши.
- Для Зигемунд этот титул — шестой в профессиональной карьере, а для Звонарёвой — десятый.
- Мелихар и Сюй во второй раз в карьере приняли участие в финале турниров Большого шлема. Ранее обе теннисистки проиграли свои дебютные финальные матчи.
- Для российских теннисистов этот титул на турнирах Большого шлема стал первым с 2017 года во всех разрядах. Последними на тот момент победительницами престижных соревнований были Екатерина Макарова и Елена Веснина, выигравшие Уимблдонский турнир.
- Зигемунд выиграла первый в истории объединённой Германии титул на турнире Большого шлема в женском парном разряде. Последняя победа немецких теннисисток датирована 1988 года, когда Штеффи Граф в паре с Габриэлой Сабатини первенствовали на Уимблдонском турнире.